# كأس السوبر الأوروبي للأندية لكرة السلة
كأس السوبر الأوروبي للأندية لكرة السلة (بالإنجليزية: European Basketball Club Super Cup)‏ كانت بطولة احترافية شبه رسمية لأندية كرة السلة في قارة أوروبا تأسست عام 1983، وتولت الرابطة الإسبانية لأندية كرة السلة تنظيمها بالتعاون مع الاتحاد الأوروبي لكرة السلة حتى توقفت عام 1991. كانت الأندية والفرق المسموح لها بالمنافسة في بطولة كأس السوبر الأوروبي للأندية لكرة السلة تشمل الفرق الفائزة ببطولة الدوري الأوروبي الممتاز لكرة السلة، والفرق الفائزة ببطولة كأس أبطال أوروبا لكرة السلة، إلى جانب الفرق الفائزة بالدوري الأوروبي الثانوي لكرة السلة، والفرق الفائزة ببطولة كأس أبطال الكؤوس الأوروبية لكرة السلة (التي عرفت لاحقا باسم بطولة كأس سابورتا) بالإضافة إلى عدد من الفرق التي عادةً ما كانت تضم أبطال إسبانيا. كانت بطولة كأس السوبر الأوروبي للأندية لكرة السلة هي البطولة الرسمية الوحيدة التي نظمها الاتحاد الدولي لكرة السلة في عامي 1986 و1989.

## الفائزونائزون
| السنة | البطل                | الوصيف                    | المركز الثالث      | المركز الرابع              |
| ----- | -------------------- | ------------------------- | ------------------ | -------------------------- |
| 1983  | نادي برشلونة         | فيرتوس روما               | نادي بوسنا رويال   | ريال مدريد                 |
| 1984  | ريال مدريد           | إيلان بيرن باو لاك أورثيز | يوفي كازيرتا باسكت | فيرتوس بالاكانسترو بولونيا |
| 1985  | نادي ونستون أول ستار | ليموج                     | أولمبيا ميلانو     | ريال مدريد                 |
| 1986  | نادي برشلونة         | ريال مدريد                | نادي سيبونا        | أولمبيا ميلانو             |
| 1986  | نادي برشلونة         | نادي سيبونا               |                    |                            |
| 1987  | نادي سيبونا          | نادي برشلونة              | جوفينتوت بادالونا  | أولمبيا ميلانو             |
| 1988  | ريال مدريد           | نادي سبليت                | نادي سسكا موسكو    | نادي برشلونة               |
| 1989  |                      |                           |                    |                            |
| 1989  | ريال مدريد           | نادي سبليت                | أولمبيا ميلانو     | نادي برشلونة               |
| 1990  | نادي سبليت           | جوفينتوت بادالونا         | مكابي تل أبيب      | نادي برشلونة               |
| 1991  | مكابي تل أبيب        | جوفينتوت بادالونا         | نادي برشلونة       | نادي سبليت                 |

## ترتيب الفرق الأكثر تتويجا
| الترتيب | الفريق                    | عدد الألقاب التي حققها | عدد مرات وصافة اللقب | سنوات الفوز بالبطولة |
| ------- | ------------------------- | ---------------------- | -------------------- | -------------------- |
| 1       | نادي برشلونة              | 3                      | 1                    | 1983                 |
| 1       | نادي برشلونة              | 3                      | 1                    | 1986                 |
| 1       | نادي برشلونة              | 3                      | 1                    | 1986                 |
| 2       | ريال مدريد                | 3                      | 1                    | 1984                 |
| 2       | ريال مدريد                | 3                      | 1                    | 1988                 |
| 2       | ريال مدريد                | 3                      | 1                    | 1989                 |
| 3       | نادي سبليت                | 1                      | 2                    | 1990                 |
| 4.      | نادي سيبونا               | 1                      | 1                    | 1987                 |
| 5.      | Winston All Star          | 1                      |                      | 1985                 |
| 6       | مكابي تل أبيب             | 1                      |                      | 1991                 |
| 7       | جوفينتوت بادالونا         |                        | 2                    |                      |
| 8       | فيرتوس روما               |                        | 1                    |                      |
| 9       | إيلان بيرن باو لاك أورثيز |                        | 1                    |                      |
| 10      | ليموج                     |                        | 1                    |                      |

## ترتيب الدول التي فازت أنديتها بالبطولة
| الترتيب | الدولة                     | عدد الألقاب | عدد مرات الوصافة |
| ------- | -------------------------- | ----------- | ---------------- |
| 1       | إسبانيا                    | 6           | 4                |
| 2       | يوغوسلافيا                 | 2           | 3                |
| 3       | الولايات المتحدة الأمريكية | 1           |                  |
| 4       | إسرائيل                    | 1           |                  |
| 5       | فرنسا                      |             | 2                |
| 6       | إيطاليا                    |             | 1                |